# Parafia Matki Bożej Szkaplerznej w Drohobyczce
Parafia Matki Bożej Szkaplerznej w Drohobyczce – parafia rzymskokatolicka znajdująca się w archidiecezji przemyskiej w dekanacie Dubiecko. 

## Historia
W 1802 roku w Drohobyczce było 1200 wiernych i wówczas planowano założenie parafii, ale władze austriackie nie wyraziły zgody. Gdy podczas II wojny światowej dostęp do kościoła w Dubiecku był utrudniony, w 1941 roku wierni gromadzili się na modlitwy w miejscowej szkole. Następnie zaadaptowano remizę strażacką na kaplicę, w której 28 września 1941 roku ks. Franciszek Wierzbicki odprawił pierwszą mszę świętą. 
14 marca 1952 roku dekretem bpa Franciszka Bardy została erygowana ekspozytura, z wydzielonego terytorium parafii Dubiecko. W latach 1956–1961 zbudowano obecny murowany kościół, według projektu ks. Józefa Muchy. 16 lipca 1957 roku bp Franciszek Barda wmurował kamień węgielny. 16 lipca 1961 roku kościół poświęcono pw. Matki Bożej Szkaplerznej i Podwyższenia Krzyża Świętego.
W kościele znajduje się osiemnastowieczny obraz Matki Bożej Szkaplerznej oraz oryginalne malowidła ścienne autorstwa Juliana Jończyka oraz Witolda Urbanowicza (kaplice. Przy kościele znajduje się wybudowana w 2001 roku dzwonnica murowana z trzema dzwonami sterowanymi elektrycznie.
Na terenie parafii jest 767 wiernych.
Proboszczowie parafii:
1952–1962. ks. Józef Mucha (ekspozyt).
1962–1963. ks. Ignacy Potoczny.
1963–1982. ks. Michał Suszek.
1982–1998. ks. Jan Witeszka.
1998–2024. ks. Edward Sokołowski.
2024– nadal ks. Dariusz Szylar.
Przy  parafii działają:
- Akcja Katolicka
- Bractwo Szkaplerzne
- Katolickie Stowarzyszenie Młodzieży
- Grupa charytatywna

Odpusty parafialne odbywają się w uroczystości:
- Matki Bożej Szkaplerznej – 16 lipca
- Podwyższenia Krzyża – 14 września